# Thomas Lowe
Thomas Lowe (Londra, 1719 – Londra, 1º marzo 1783) è stato un tenore e attore teatrale inglese, che cantò principalmente al  Covent Garden fino al 1760 ed è noto in particolare per aver interpretato le opere di Thomas Arne e Georg Friedrich Händel. Egli spesso eseguì anche concerti a Londra, nei Pleasure gardens.

## Biografia
Cantante e attore, fece la sua prima apparizione al Drury Lane l'11 settembre 1740 come Sir John Loverule in 'The Devil to Pay,' con una canzone popolare, 'The Early Horn' Nello stesso anno interpretò il ruolo del protagonista nella prima mondiale di  Alfred di Thomas Arne. 
Nel corso delle sue prime due stagioni Lowe recitò o cantò Virgin Unmasked di Quaver il 27 settembre 1740, Mock Doctor di Leander l'8 ottobre, L'opera del Mendicante di Macheath il 17 ottobre, brani dell'Edipo di Arne il 19 novembre, del Comus di Arne il 10 dicembre, Amiens con la musica di Arne, Come vi piace il 20 dicembre, (quando la commedia con la sua impostazione nuova fu accolta con straordinari applausi), le canzoni di Arne ne La dodicesima notte il 15 gennaio 1741, Welford in Blind Beggar di Bethnal Green, il 3 aprile, Lorenzo ne Il Mercante di Venezia l'11 Gennaio 1742 e Marcus nel Catone, il 4 marzo.

## Covent Garden
John Beard è tornato dopo cinque anni di assenza per sostituire Lowe al Drury Lane, e Lowe si spostò al Covent Garden, dove comparve il 26 settembre 1748 come Macheath. Il suo Arvirago in Cymbeline il 15 febbraio 1749, e il colonnello Bully nel La moglie provocata 4 Ottobre, 1752, sembrano essere stati, con alcune piccole parti di canto, le più notevoli imitazioni che ha aggiunto al suo repertorio al Drury Lane. Quando, all'inizio della stagione invernale del 1760 Beard se ne andò per spostarsi al Covent Garden, Lowe tornò al Drury Lane, prendendo parte, tra gli altri spettacoli, a Le lacrime e i trionfi del Parnaso di Stanley il 25 novembre 1760; Molto rumore per nulla di Shakespeare (come Balthazar) e Tempest (come Hymen). Dopo l'estate del 1763 il suo rapporto con i grandi teatri cessò.

## Collaborazione con Händel
Nel frattempo Lowe partecipò alla esecuzione di diversi oratori di Handel, nel periodo dal 1742 al 1750 e dal 1745 è stato il cantante preferito ai Vauxhall Gardens ed alla Ruckholt House. Il General Advertiser per il 13 maggio 1745 annunciò un concerto al Ruckholt 
Lowe è stato un membro della Società del Madrigale tra il 1741 e il 1751. Per cinque anni, a partire dal 1763, Lowe era locatario e responsabile di Marylebone Gardens. JT Smith scrisse:

.
L'anziano Storace e il dottor Arnold sostennero l'impresa, e la prima stagione fu prospera; ma nonostante il canto della signorina Catley, i plum-pudding di Miss Trusler, ed i cori trascinanti (per il pubblico) a Compagno ed altre canzoni di Lowe, Lowe andò in rovina nel 1769, dopo un'estate eccezionalmente piovosa. Da allora in poi i suoi sforzi per ottenere un sostentamento ebbero scarso successo. Dopo aver ottenuto un ingaggio al Grotto Garden di Finch e la gestione dei pozzi a lago di Lontre, nei pressi di Watford (1771), fu assunto dal Re, con il suo acquisto del Sadler's Wells, per cantare lì dal 20 aprile 1772. Ha mantenuto l'impegno fino alla sua morte, avvenuta il 1º marzo 1783.
La sua voce è stato detto da Dibdin di essere più uniforme e morbido di quello di Beard, 'e nelle canzoni d'amore, quando poco più di una semplice espressione era necessaria, si può dire di averlo superato.
Ritratti di Lowe, incisi da Bickham, sono stati pubblicati insieme a molte canzoni. Una pittura di Pine, di Lowe e la signora Chambers come Macheath e Polly è stato inciso da MacArdell (Bromley), e vi è una stampa, pubblicata da Bew (1778), di Lowe in abito di cacciatore 'con un corno antico. L'unico figlio di Lowe, Halifax Lowe, ha fatto la sua prima apparizione come cantante al Sadler's Wells il 15 aprile 1784 e dissero che assomigliasse a suo padre nella voce e nei modi. Morì a soli ventinove anni circa il 2 ottobre 1790.